# Ivan Mikulić
Ivan Mikulić, född 8 maj 1968 i Mostar i Bosnien-Hercegovina (dåvarande Jugoslavien), är en bosnienkroatisk sångare.
Mikulić började sjunga från tidig ålder. När han var fjorton år bildade han poprockbandet ”Zvjezdane staze”, med vilket han uppträdde på flera bröllop, fester och konserter.
Mikulić professionella karriär inom musiken började med deltagandet för i den kroatiska uttagningen till Eurovision Song Contest (Dora) 1995, då han kom på elfteplats med bidraget Ti i ja. Han deltog igen året därpå och kom på åttondeplats med bidraget Budi ona prava. Han återkom till tävlingen 1997 (trettondeplats med Proljece), 1998 (elfteplats med pjesma putulje), 2002 (niondeplats med Ti si tu) och 2004, där han vann med bidraget Daješ mi krila. I Eurovision Song Contest samma år framförde han låten på engelska med titeln You are the only one och kom på trettondeplats.
Mikulić debutalbum, Zaljubljen i lud, kom 1996. Han har sedan utgivit ytterligare tre studioalbum. Han flera gånger deltagit i musikfestivaler i de forna jugoslaviska länderna, däribland ”Melodije Mostara”, ”Splitfestivalen” och ”Zadarfest”.

## Diskografi
- Zaljubljen i lud (1996)
- Kaži joj, suzo (1999)
- Ti si ona prava (2002)
- Igraj, igraj, nemoj stat' (2006)